# Hươu hoang Ba Tư

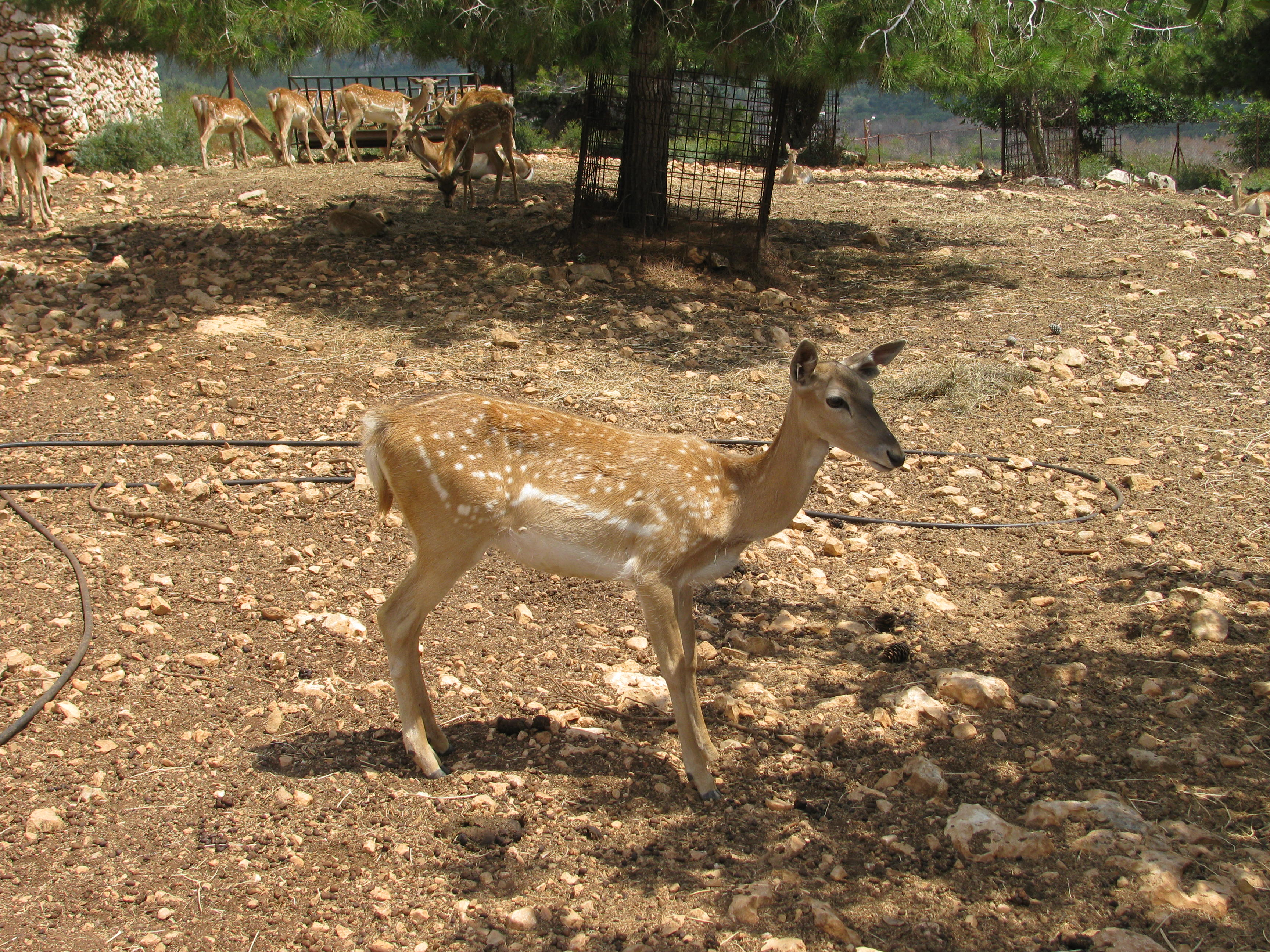
Một con hươu hoang Ba Tư

Hươu hoang Ba Tư (Dama dama mesopotamica) là một loài động vật nhai lại quý hiếm thuộc họ Hươu nai. Tình trạng phân loại của nó hiện vẫn còn gây tranh cãi: một số nhà khoa học xem đây là một phân loài của hươu hoang (Dama dama), trong khi những người khác coi nó là một loài riêng biệt với danh pháp Dama mesopotamica. Từ "Dama" trong tiếng Tây Ban Nha có nghĩa là "hươu hoang".
Hươu hoang Ba Tư có kích thước cơ thể và gạc lớn hơn so với hươu hoang. Đây là loài ăn cỏ, với cỏ chiếm khoảng 60% khẩu phần, ngoài ra còn ăn lá và hạt. Các loài săn mồi tự nhiên của chúng bao gồm chó rừng lông vàng, chó sói Ả Rập, linh miêu tai đen, linh cẩu vằn và gấu nâu Syria.

## Tình trạng
Hươu hoang Ba Tư ngày nay gần như đã tuyệt chủng, chỉ còn tồn tại trong một số khu vực sinh sống nhỏ: tại Khuzestan (miền nam Iran), hai khu bảo tồn nhỏ ở Mazandaran (miền bắc Iran), một khu vực ở miền bắc Israel, một hòn đảo trên hồ Urmia (tây bắc Iran), và một vài địa điểm tại Iraq. Trong quá khứ, chúng từng phân bố rộng rãi từ vùng Lưỡng Hà và Ai Cập đến Cyrenaica và đảo Síp. Môi trường sống ưa thích của chúng là rừng thưa.
Hiện nay, hươu hoang Ba Tư được nhân giống trong các vườn thú và công viên ở Iran, Israel và Đức. Kể từ năm 1996, một chương trình tái thả từ trung tâm nhân giống tại Carmel (Israel) đã đưa loài này trở lại tự nhiên ở miền bắc Israel. Đến nay, hơn 650 cá thể đang sinh sống tại vùng Galilê, núi Carmel và thung lũng Sorek. Tuy nhiên, do số lượng cá thể trong tự nhiên còn rất ít, hiểu biết về hành vi và cấu trúc xã hội của chúng vẫn còn hạn chế.
Chúng đã được du nhập vào đảo Síp từ thời kỳ đồ đá mới tiền gốm. Tương tự, hươu ở Epirus (Hy Lạp) được cho là đã đến Corfu, và hươu đỏ còn được ghi nhận từng bơi qua biển trong mùa di cư đến các đảo Scotland. Trong lịch sử, hươu hoang Ba Tư từng xuất hiện ở Iran, Iraq, Israel, Jordan, Lebanon, Palestine, Syria và miền đông Thổ Nhĩ Kỳ. Đến năm 1875, phạm vi sống của chúng chỉ còn giới hạn ở tây và tây nam Iran, và sau đó dường như đã tuyệt chủng vào những năm 1940. Tuy nhiên, vào năm 1956, một quần thể nhỏ khoảng 25 cá thể đã được phát hiện trở lại tại tỉnh Khuzestan, Iran.
Việc phá hủy môi trường sống, bao gồm các rừng me, sồi và hồ trăn, đã góp phần lớn vào sự suy giảm số lượng loài. Ngày nay, chỉ khoảng 10% phạm vi sống trước đây của chúng còn tồn tại. Ngoài ra, săn bắn trộm là mối đe dọa nghiêm trọng nhất, khi loài này từng bị con người săn bắt làm thực phẩm từ thời kỳ đồ đá mới. Cạnh tranh nguồn thức ăn với gia súc cũng làm giảm thêm khả năng sinh tồn. Do những tác động này, quần thể hươu hoang Ba Tư vào năm 2005 chỉ còn khoảng 250 cá thể và bị ảnh hưởng nặng nề bởi hiện tượng giao phối cận huyết do quy mô dân số nhỏ.